# プリンス・オブ・ペルシャ 時間の砂
『プリンス・オブ・ペルシャ 時間の砂』 (Prince of Persia: The Sands of Time) は、ユービーアイソフトにより開発されたアクションアドベンチャーゲームである。日本では、2004年9月2日にソニー・コンピュータエンタテインメントより発売された。

## 作品解説
プリンス・オブ・ペルシャシリーズの世界観をそのままに、当時の最新ゲーム機の機能を生かして全編3D化した作品である（3D化はプリンス・オブ・ペルシャ3Dに続き2作目）。脚本および監修は、初代プリンス・オブ・ペルシャを手がけたジョーダン・メックナーによる。ゲームは中世の中東アジアを舞台として、インドのマハラジャの城を探索して時間のダガーを手に入れるまでのパートと、その帰路に立ち寄った友好国アザドで大臣の陰謀により時間の砂が解放されたため、砂の怪物の巣窟と化した城を探検して大臣を探し出すまでのパートの2つに分けられる。

## 登場人物
プリンス（声：三木眞一郎）
本編主人公。ペルシャ王シャラマンの末の王子。25歳。剣術や学問においては最高水準の教育を受けているが、実戦は経験していない。インドへの侵略戦争で初陣を迎えることとなり、この戦いで名誉と栄光を手に入れたいと願っている。
ファラ（声：朴璐美）
インドのマハラジャの娘。18歳。弓を得意とする。時間の砂やダガーの危険な力を熟知していて、奪われたダガーを取り戻すべくシャラマンの軍に紛れ込む。砂の影響を避けることができるメダルを所持している。
インドの大臣（声：水野龍司）
インドのマハラジャに仕える大臣。不治の病に冒されている。時間の砂の力によって永遠の命を得ようと企み、シャラマンを利用して財宝を奪わせるべく手引きをする。砂の影響を避けることができる杖を所持している。
シャラマン（声：大塚周夫）
ペルシャ王。インドの大臣によってもたらされた財宝の情報を信じ、インドの急襲を決断する。
アザドのスルタン（声：後藤哲夫）
ペルシャと友好関係を結んでいる小国アザドのスルタン。

## 続編
本作のプリンスを主人公とする直接的な続編として、次の2作品が存在する。いずれも、時間の砂を巡る冒険を描いている。
- プリンス・オブ・ペルシャ ケンシノココロ
- プリンス・オブ・ペルシャ 二つの魂

本作のゲームシステムを継承した続編
- プリンス・オブ・ペルシャ 忘却の砂（英語版）

## 映画化
- 詳細は『プリンス・オブ・ペルシャ/時間の砂』を参照。